# مناتساکان مناتساکانیان
مناتساکان مناتساکانیان (ارمنی: Մնացական Անդրանիկի Մնացականյան؛ زادهٔ ۷ فوریهٔ ۱۹۵۹) یک سیاستمدار اهل ارمنستان است که از تاریخ ۲۰۱۲ تا تاریخ ۲۰۱۷ سمت نمایندگی دوره پنجم مجلس ملی جمهوری ارمنستان را برعهده داشت.

## زندگی‌نامه
در ۷ فوریهٔ ۱۹۵۹ در تالین به دنیا آمد و از انستیتو دام‌پروری و دام‌پزشکی ایروان فارغ‌التحصیل شد. 